# Björnflokemalmätare
Björnflokemalmätare (Eupithecia tripunctaria) är en fjärilsart som beskrevs av Herrich-Schäffer 1857. Björnflokemalmätare ingår i släktet Eupithecia och familjen mätare. Arten är reproducerande i Sverige. Inga underarter finns listade i Catalogue of Life.

## Bildgalleri

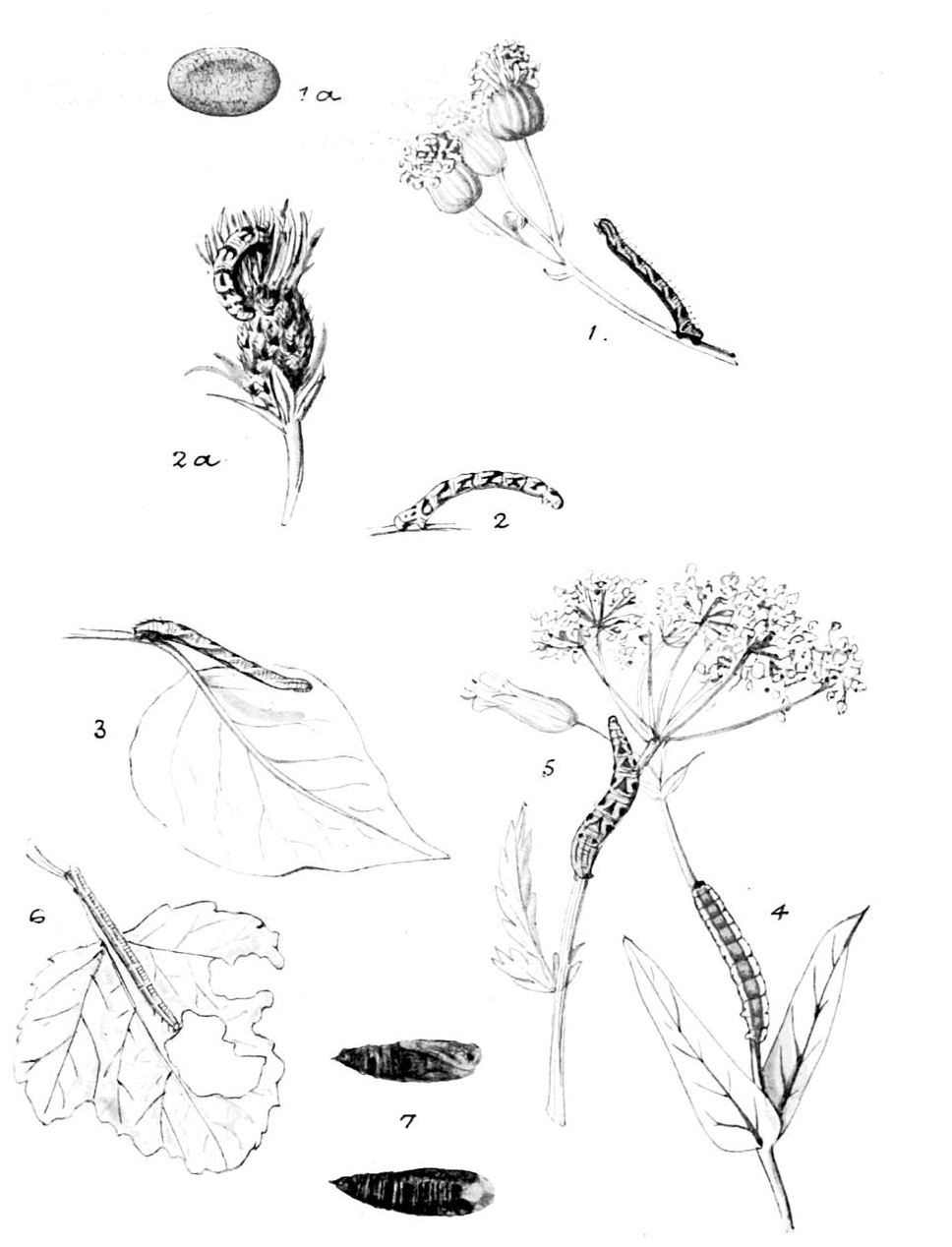
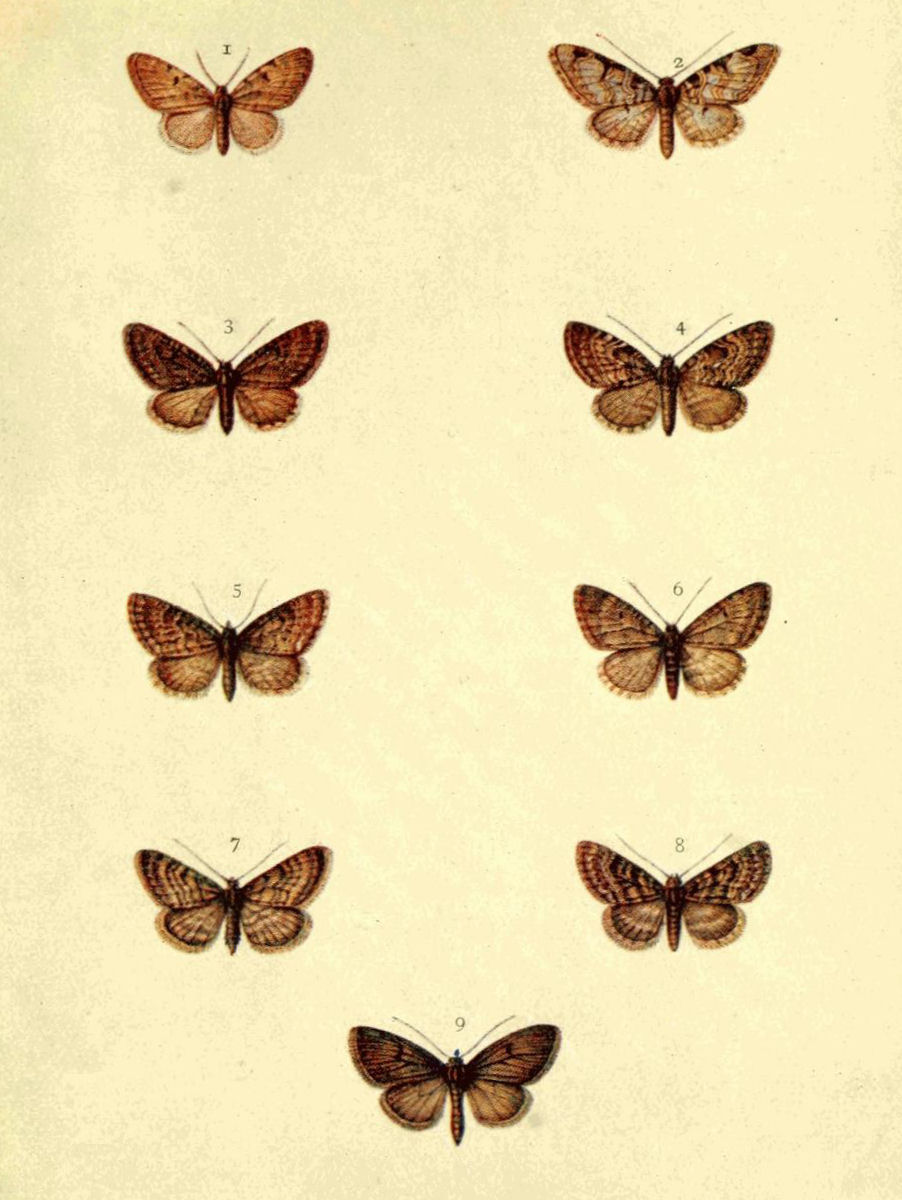
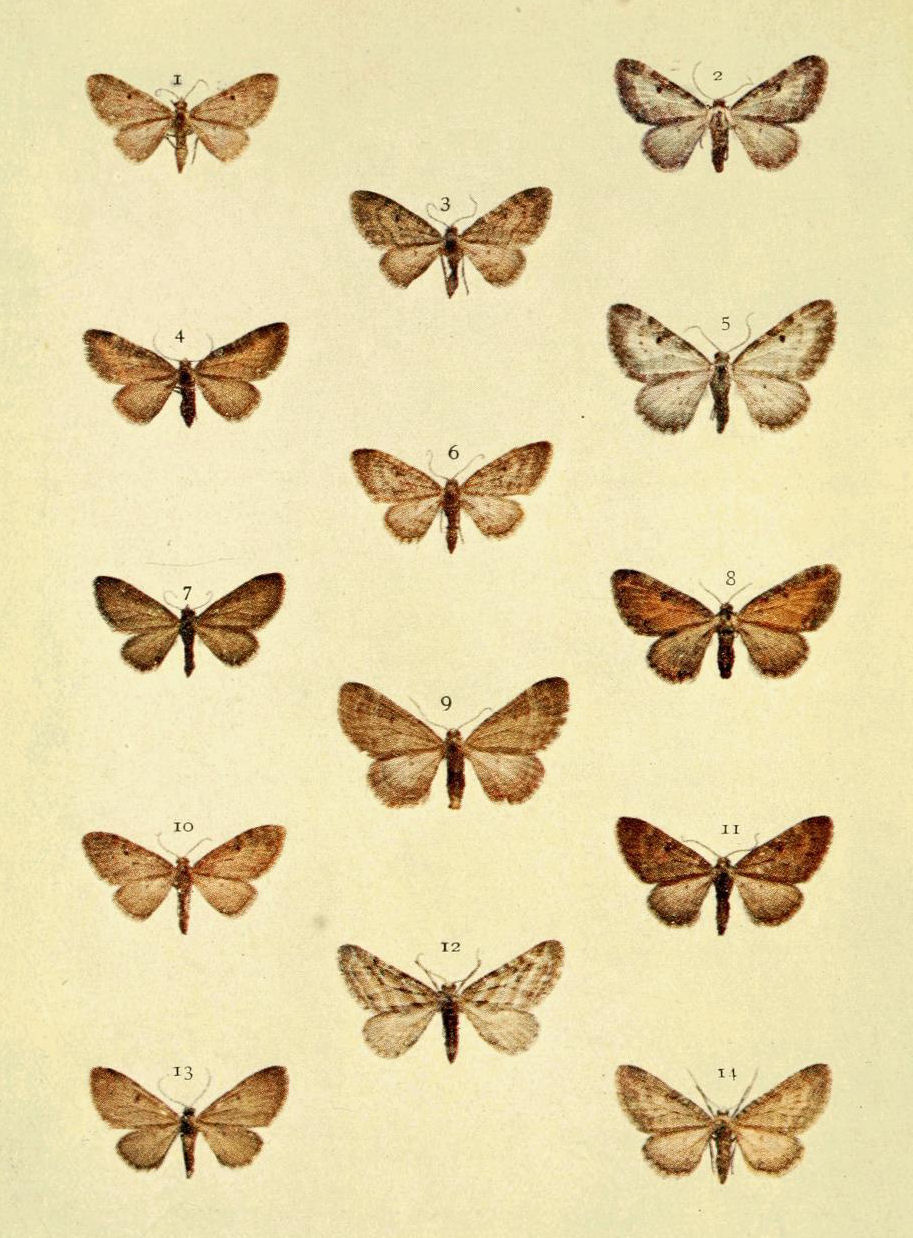